# 迪爾伯恩山
77°15′S 160°8′E / 77.250°S 160.133°E
迪爾伯恩山（英語：Mount Dearborn），是南極洲的山峰，位於維多利亞地的斯科特海岸，處於利特爾佩奇山和維萊特山脈北部之間，海拔高度2,300米，現時由南極條約體系管理。